# Вершина (Аларский район)
Вершина — деревня в Аларском районе Иркутской области. Входит в муниципальное образование «Зоны».

## География
Расположена в 30 км к западу от районного центра — посёлка Кутулик.
Состоит из 1-й улицы (Центральная).

## Происхождение названия
Название происходит от того, что населённый пункт расположен на возвышенности.

## Происшествия
28 апреля 2017 года после 13:00 в деревне Вершина произошёл сильный пожар, в результате которого были уничтожены 8 жилых домов и магазин. Предположительно, огонь перекинулся на деревню с близлежащего леса. по другим данным, причиной пожара стал пал сухой травы местными жителями.В реальности. Огонь пришел с северной стороны через поле с леса. Где была лесоделяна. За день  вблизи село Зоны горела лесоделяна Черемховского лесхоза. Горели остатки по рубки. Не известные поджигали кучи веток..

## Население
| 2002 | 2010 | 2011 | 2012 |
| ---- | ---- | ---- | ---- |
| 619  | ↘53  | →53  | ↘47  |